# Liste der denkmalgeschützten Objekte in Sankt Michael in Obersteiermark
Die Liste der denkmalgeschützten Objekte in Sankt Michael in Obersteiermark enthält die 8 denkmalgeschützten, unbeweglichen Objekte der Gemeinde Sankt Michael in Obersteiermark im steirischen Bezirk Leoben.

## Denkmäler
| Foto |                 | Denkmal                                                                             | Standort                                                | Beschreibung | Metadaten |
| ---- | --------------- | ----------------------------------------------------------------------------------- | ------------------------------------------------------- | --- | --- |
| ja   | Datei hochladen | Kath. Filialkirche hl. Walpurgis HERIS-ID: 71139 Objekt-ID: 84291                   | Brunn Standort KG: Brunn                                | Die Kirche wurde um 1070 errichtet und 1294–1297 umgebaut. Der dabei entstandene Chor gehört zu den frühesten Werken der Gotik in der Steiermark. Er ist einjochig mit 5/8-Schluss und weist ein Kreuzrippengewölbe mit runden Reliefschlusssteinen auf. Zwischen dem Chorschluss, der ein Christushaupt zeigt und dem nächsten Joch befinden sich drei gebündelte Dienste. Außen befinden sich abgetreppte Strebepfeiler. Die Maßwerkfenster weisen teilweise noch Glasmalereien aus der Umbauzeit auf, darunter eines, das Abt Heinrich von Admont als Stifter zeigt. Das Kirchenschiff ist drei Stufen tiefer und weist zwei profilierte gotische Portale im Westen und Süden auf. Darauf befindet sich ein hölzener Dachreiter, im Westen und Süden gibt es auch einen überdachten Vorbau. Außen an der Kirchenwand befinden sich zwei Fresken: eine Kreuzigung aus der Zeit um 1300 im Westen und ein hl. Christopherus aus der Zeit um 1520 im Süden. Der Hochaltar stammt aus ungefähr 1630, die übrige Ausstattung aus dem 18. Jahrhundert. Anmerkung: Im Dehio wird St. Walpurgis als eigener Ort geführt. | BDA-Hist.: Q38126735 Status: § 2a Stand der BDA-Liste: 2025-06-30 Name: Kath. Filialkirche hl. Walpurgis GstNr.: .19 Filialkirche hl. Walpurgis, Sankt Michael in Obersteiermark     |
| ja   | Datei hochladen | Frühmittelalterliches Gräberfeld bei St. Walpurgis HERIS-ID: 45480 Objekt-ID: 46840 | St. Walpurgis Standort KG: Brunn                        | | BDA-Hist.: Q38016218 Status: Bescheid Stand der BDA-Liste: 2025-06-30 Name: Frühmittelalterliches Gräberfeld bei St. Walpurgis GstNr.: 387/1, 387/2, 484/4                           |
| ja   | Datei hochladen | Aufnahmsgebäude St. Michael HERIS-ID: 58948 Objekt-ID: 69852                        | Bahnhofplatz 4 Standort KG: Liesingthal                 | Das mächtige Aufnahmsgebäude mit drei Risaliten gehört zur 1873 eröffneten Rudolfsbahn. | BDA-Hist.: Q38085467 Status: Bescheid Stand der BDA-Liste: 2025-06-30 Name: Aufnahmsgebäude St. Michael GstNr.: .34                                                                  |
| ja   | Datei hochladen | Kath. Pfarrkirche hl. Michael und Friedhof HERIS-ID: 71103 Objekt-ID: 84254         | Kirchgasse Standort KG: St. Michael in Obersteiermark   | Die Kirche wurde bereits 925 erwähnt und ist die größte Mutterpfarre der Steiermark. Nach Zerstörungen durch Türkeneinfälle 1480 wurde sie in Folge neu gebaut. Der an den Chor angebaute Turm stammt aus den Jahren 1621–1623, das Langhaus wurde 1728 verlängert, dabei wurden auch Kapellen angebaut. Das Schiff ist ein Saalbau, der Chor ist erhöht und weist Kreuzrippengewölbe sowie 1947 freigelegte Wandmalereien des frühen 14. Jahrhunderts auf. Die Innenausstattung stammt aus der ersten Hälfte des 18. Jahrhunderts. | BDA-Hist.: Q38126645 Status: § 2a Stand der BDA-Liste: 2025-06-30 Name: Kath. Pfarrkirche hl. Michael und Friedhof GstNr.: .1 Saint Michael Church (Sankt Michael in Obersteiermark) |
| ja   | Datei hochladen | Ehem. Mesnerhaus HERIS-ID: 71101 Objekt-ID: 84252                                   | Kirchgasse 3 Standort KG: St. Michael in Obersteiermark | | BDA-Hist.: Q38126636 Status: § 2a Stand der BDA-Liste: 2025-06-30 Name: Ehem. Mesnerhaus GstNr.: .2                                                                                  |
| ja   | Datei hochladen | Pfarrhof HERIS-ID: 71106 Objekt-ID: 84258                                           | Kirchgasse 5 Standort KG: St. Michael in Obersteiermark | | BDA-Hist.: Q38126667 Status: § 2a Stand der BDA-Liste: 2025-06-30 Name: Pfarrhof GstNr.: .3, 81                                                                                      |
| ja   | Datei hochladen | Herrenhaus Ortnerhof HERIS-ID: 71175 Objekt-ID: 84329                               | Vorderlainsach 40 Standort KG: Vorderlainsach           | | BDA-Hist.: Q38126838 Status: § 2a Stand der BDA-Liste: 2025-06-30 Name: Herrenhaus Ortnerhof GstNr.: .49 Ortnerhof Vorderlainsach                                                    |
| ja   | Datei hochladen | Haus-/Hofkapelle Ortnerhof HERIS-ID: 71176 Objekt-ID: 84330                         | bei Vorderlainsach 40 Standort KG: Vorderlainsach       | | BDA-Hist.: Q38126858 Status: § 2a Stand der BDA-Liste: 2025-06-30 Name: Haus-/Hofkapelle Ortnerhof GstNr.: .42/2 Hofkapelle Ortnerhof                                                |